# Dufva i Västergötland
Dufva i Västergötland är en svensk adelsätt från Västergötland, ursprungligen härstammande från Fyn, Lolland, Själland och Skåne med namnet Due (Taube). Ätten naturaliserades och adlades i Sverige 1594 och introducerades på Svenska Riddarhuset år 1632 på nummer 183, med Lars Håkansson Dufva till Kårtorp. Ätten har gett namn åt Duveholm (äldre stavning Dufweholm eller Dufveholm), en herrgård och ett tidigare säteri i Stora Malms socken strax söder om Katrineholm i Södermanlands län.
Vapen: I blått fält en duva i silver på tre röda tegelstenar.

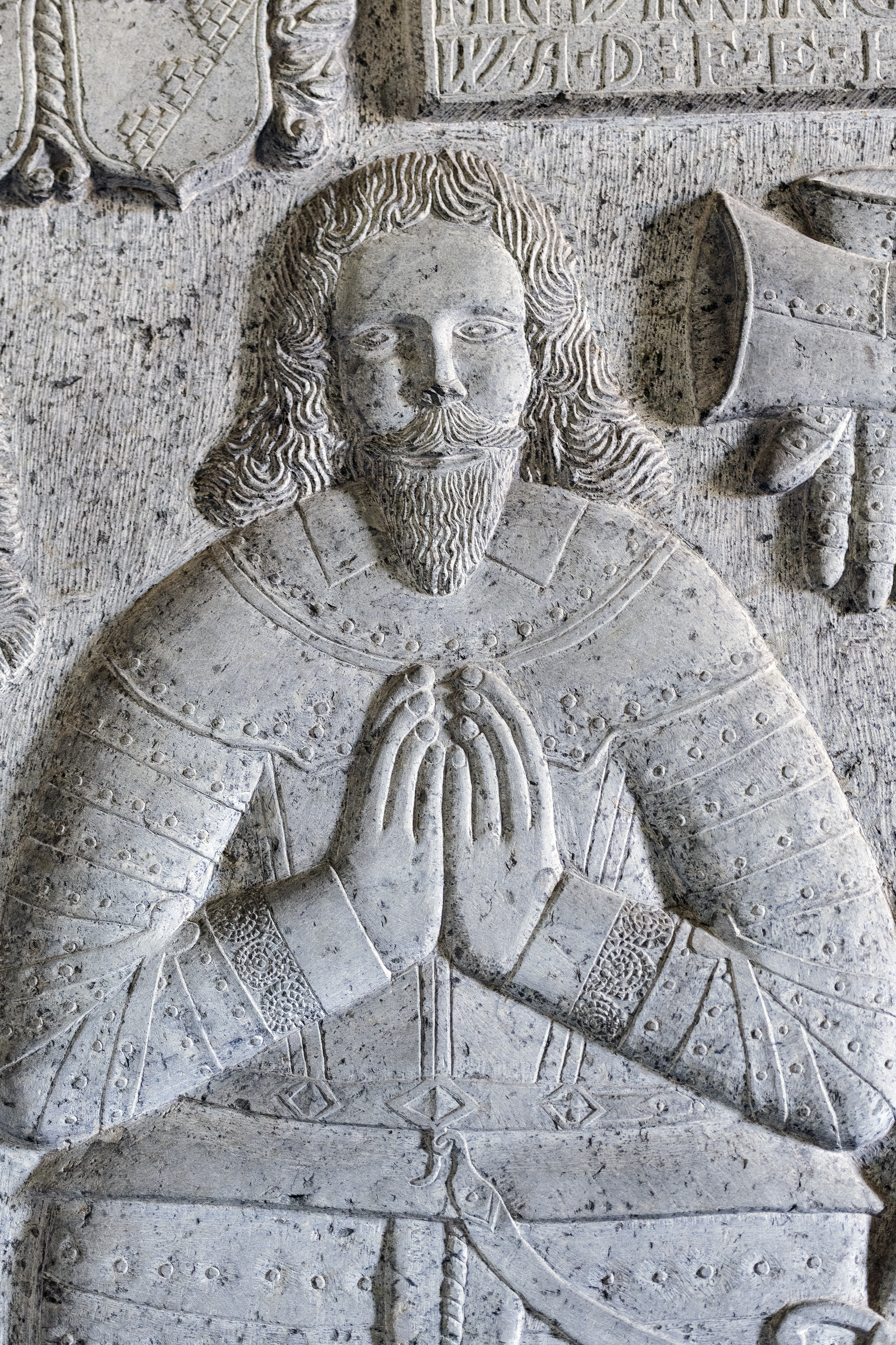
Detalj av gravvård över Anders Dufva i Kinne-Vedum kyrka i Västergötland

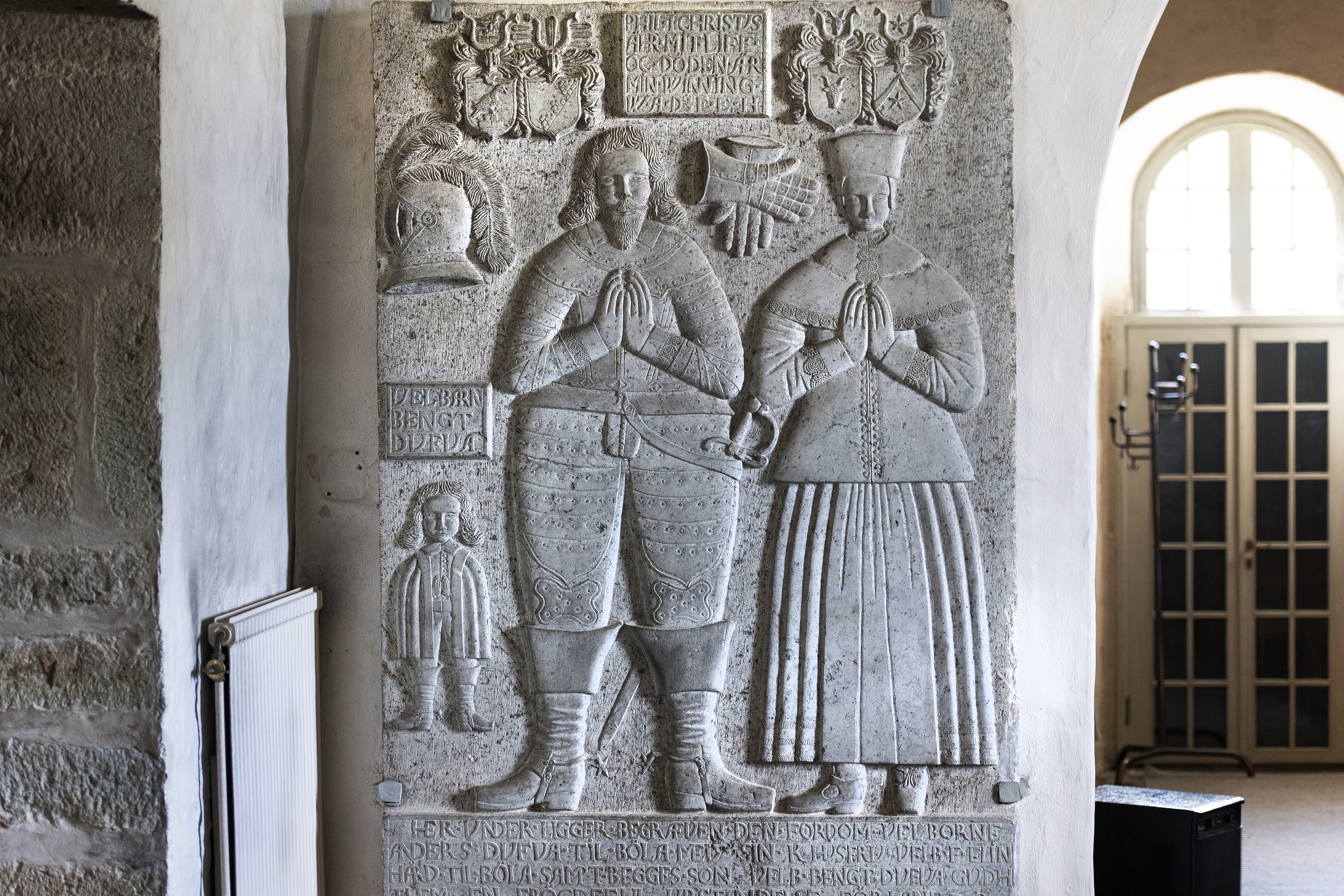
Gravvård över Anders Dufva, hustrun Elin Hård och en son

## Johan Lorentz Dufva
Ätten Dufva i Västergötland utdog 1848 med gymnasieadjunkten och bibliotekarien i Växjö, Johan Lorentz Dufva, son till Adolf Fredrik Dufva (1753-1818).